# 2014年カナダグランプリ
2014年カナダグランプリは、2014年のF1世界選手権第7戦として、2014年6月8日にサーキット・ジル・ヴィルヌーヴで開催された。

## 予選

### 展開
ニコ・ロズベルグが2戦連続のポールポジションを獲得。ハミルトンはQ3でのアタック失敗が響き、2番手に終わった。3番手はベッテル。僅差の3番手争いを制した。4、5番手はボッタス、マッサのウィリアムズ勢。モナコでは2台そろってQ2敗退を喫したが、ここでは上位に上がってきた。6番手はリカルドがつけ、レッドブルとウィリアムズ勢が入り乱れる形となった。

### 結果
| Pos.                | No. | ドライバー                 | チーム                         | Q1       | Q2       | Q3       | Grid |
| ------------------- | --- | -------------------------- | ------------------------------ | -------- | -------- | -------- | ---- |
| 1                   | 6   | ニコ・ロズベルグ           | メルセデス                     | 1:16.471 | 1:15.289 | 1:14.874 | 1    |
| 2                   | 44  | ルイス・ハミルトン         | メルセデス                     | 1:15.750 | 1.15.054 | 1:14.953 | 2    |
| 3                   | 1   | セバスチャン・ベッテル     | レッドブル・ルノー             | 1:17.470 | 1:16.109 | 1:15.548 | 3    |
| 4                   | 77  | バルテッリ・ボッタス       | ウィリアムズ・メルセデス       | 1:16.772 | 1:15.806 | 1:15.550 | 4    |
| 5                   | 19  | フェリペ・マッサ           | ウィリアムズ・メルセデス       | 1:16.666 | 1:15.773 | 1:15.578 | 5    |
| 6                   | 3   | ダニエル・リチャルド       | レッドブル・ルノー             | 1:17.113 | 1:15.897 | 1:15.589 | 6    |
| 7                   | 14  | フェルナンド・アロンソ     | フェラーリ                     | 1:17.010 | 1:16.131 | 1:15.814 | 7    |
| 8                   | 25  | ジャン＝エリック・ベルニュ | トロロッソ・ルノー             | 1:17.178 | 1:16.255 | 1:16.162 | 8    |
| 9                   | 22  | ジェンソン・バトン         | マクラーレン・メルセデス       | 1:16.631 | 1:16.214 | 1:16.182 | 9    |
| 10                  | 7   | キミ・ライコネン           | フェラーリ                     | 1:17.013 | 1:16.245 | 1:16.214 | 10   |
| 11                  | 27  | ニコ・ヒュルケンベルグ     | フォースインディア・メルセデス | 1:16.897 | 1:16.300 |          | 11   |
| 12                  | 20  | ケビン・マグヌッセン       | マクラーレン・メルセデス       | 1:16.446 | 1:16.310 |          | 12   |
| 13                  | 11  | セルジオ・ペレス           | フォースインディア・メルセデス | 1:18.235 | 1:16.472 |          | 13   |
| 14                  | 8   | ロマン・グロージャン       | ロータス・ルノー               | 1:17.732 | 1:16.687 |          | 14   |
| 15                  | 26  | ダニール・クビアト         | トロロッソ・ルノー             | 1:16.938 | 1:16.713 |          | 15   |
| 16                  | 99  | エイドリアン・スーティル   | ザウバー・フェラーリ           | 1:17.519 | 1:17.314 |          | 16   |
| 17                  | 13  | パストール・マルドナド     | ロータス・ルノー               | 1:18.328 |          |          | 17   |
| 18                  | 4   | マックス・チルトン         | マルシャ・フェラーリ           | 1:18.348 |          |          | 18   |
| 19                  | 17  | ジュール・ビアンキ         | マルシャ・フェラーリ           | 1:18.359 |          |          | 19   |
| 20                  | 10  | 小林可夢偉                 | ケータハム・ルノー             | 1:19.278 |          |          | 21   |
| 21                  | 9   | マーカス・エリクソン       | ケータハム・ルノー             | 1:19.820 |          |          | 20   |
| 107% time: 1:21.052 |     |                            |                                |          |          |          |      |
| NC                  | 21  | エステバン・グティエレス   | ザウバー・フェラーリ           | No time  |          |          | PL   |

- No.10はギアボックス交換により10グリッド降格[4]
- No.21はフリー走行中のクラッシュによりマシンを破損させ、修復が間に合わず予選への出走はせず。ただしフリー走行時のタイムを元にレースへの出走は許可された。なおギアボックスとサバイバルセルの交換が必要となったためピットレーンからのスタートとなった[5]

## 決勝

### 展開
日曜日午後2時、決勝レースのスタート時に気温は27度、路面温度は50度まで上昇し、週末で一番の暑さとなった。スタートでは2番手のハミルトンが好スタートを決めてロズベルグに並んだが、やや強引に押し出されてしまい、逆にベッテルに抜かれて3番手に後退した。直後のターン3でチルトンがスピン。これでチームメイトのビアンキを巻き込んでしまい両者リタイヤ。コースにはセーフティカーが導入された。8周目にレースが再開され、DRSの使用が可能になると、ハミルトンはあっさりベッテルをかわし、トップのロズベルグ追撃体制に入った。メルセデスの2台は異次元のペースで周回を重ねていった。しかし、37周目にロズベルグのペースが一気に3秒近く落ちると翌周にはハミルトンも同様のペースとなってしまう。この2台はパワーユニットにトラブルを抱えていた。これで後続との差が縮まりだす。44周目にロズベルグがピットイン。この時に左フロントの交換に時間がかかってしまい、次の周にピットインしたハミルトンに抜かれてしまう。しかし、その直後ヘアピンでハミルトンがコースオフし、ロズベルグが再び前に出る。ハミルトンはブレーキにも問題を抱えており、リタイヤとなってしまう。この間ピットインを引っ張ってトップを走っていたマッサが48周目にピットイン。これでロズベルグが再びトップに立つが、1ストップ作戦を遂行して2位に上がっていたペレスを先頭に続々と後続が迫っていた。しかし、ペレスもブレーキに問題を抱えており、なかなか抜くことができずにいた。そこに6番手スタートのリカルドが追いつき、66周目にペレスをオーバーテイクすると、68周目にはロズベルグをオーバーテイクし、トップに立った。その後ろでも激しいバトルが展開され、3番手に下がったペレスを今度はベッテルがパス。さらに最終ラップにマッサがペレスを抜きにかかるが、ブレーキに問題を抱えていたペレスはマッサに接触してしまい、両者リタイヤとなる。大荒れのカナダグランプリを制したのは、レッドブルのリカルドで、キャリア初優勝を果たした。2位にはロズベルグ。パワーユニットのトラブルで苦しい展開となったものの、ノーポイントに終わったハミルトンとの差を大きく広げることに成功した。3位はベッテル。今季2度目の表彰台を獲得したが、1回目のピットストップでリカルドに逆転されるなど戦略面で反省が残った。4位にはバトン。終盤のヒュルケンベルグや、アロンソとのバトルを制した。

### 結果
| Pos. | No. | ドライバー                 | チーム                         | 周回数 | タイム/リタイア  | Grid | Pts. |
| ---- | --- | -------------------------- | ------------------------------ | ------ | ---------------- | ---- | ---- |
| 1    | 3   | ダニエル・リチャルド       | レッドブル・ルノー             | 70     | 1:39:12.830      | 6    | 25   |
| 2    | 6   | ニコ・ロズベルグ           | メルセデス                     | 70     | +4.236           | 1    | 18   |
| 3    | 1   | セバスチャン・ベッテル     | レッドブル・ルノー             | 70     | +5.247           | 3    | 15   |
| 4    | 22  | ジェンソン・バトン         | マクラーレン・メルセデス       | 70     | +11.755          | 9    | 12   |
| 5    | 27  | ニコ・ヒュルケンベルグ     | フォースインディア・メルセデス | 70     | +12.843          | 11   | 10   |
| 6    | 14  | フェルナンド・アロンソ     | フェラーリ                     | 70     | +14.869          | 7    | 8    |
| 7    | 77  | バルテッリ・ボッタス       | ウィリアムズ・メルセデス       | 70     | +23.578          | 4    | 6    |
| 8    | 25  | ジャン＝エリック・ベルニュ | トロロッソ・ルノー             | 70     | +28.026          | 8    | 4    |
| 9    | 20  | ケビン・マグヌッセン       | マクラーレン・メルセデス       | 70     | +29.254          | 12   | 2    |
| 10   | 7   | キミ・ライコネン           | フェラーリ                     | 70     | +53.678          | 10   | 1    |
| 11   | 11  | セルジオ・ペレス           | フォースインディア・メルセデス | 69     | 接触             | 13   |      |
| 12   | 19  | フェリペ・マッサ           | ウィリアムズ・メルセデス       | 69     | 接触             | 5    |      |
| 13   | 99  | エイドリアン・スーティル   | ザウバー・フェラーリ           | 69     | +1 Lap           | 16   |      |
| 14   | 21  | エステバン・グティエレス   | ザウバー・フェラーリ           | 64     | パワーユニット   | PL   |      |
| Ret  | 8   | ロマン・グロージャン       | ロータス・ルノー               | 59     | リアウィング     | 14   |      |
| Ret  | 26  | ダニール・クビアト         | トロロッソ・ルノー             | 47     | ドライブシャフト | 15   |      |
| Ret  | 44  | ルイス・ハミルトン         | メルセデス                     | 46     | ブレーキ         | 2    |      |
| Ret  | 10  | 小林可夢偉                 | ケータハム・ルノー             | 23     | サスペンション   | 21   |      |
| Ret  | 13  | パストール・マルドナド     | ロータス・ルノー               | 21     | パワーユニット   | 17   |      |
| Ret  | 9   | マーカス・エリクソン       | ケータハム・ルノー             | 7      | オイル漏れ       | 20   |      |
| Ret  | 4   | マックス・チルトン         | マルシャ・フェラーリ           | 0      | 接触             | 18   |      |
| Ret  | 17  | ジュール・ビアンキ         | マルシャ・フェラーリ           | 0      | 接触             | 19   |      |

ラップリーダー
- ニコ・ロズベルグ(1-17,19-43,48-67)
- ルイス・ハミルトン(18,44-45)
- フェリペ・マッサ(46-47)
- ダニエル・リチャルド(68-70)

## 第7戦終了時のランキング
|   | 順位 | ドライバー             | ポイント |
| - | ---- | ---------------------- | -------- |
|   | 1    | ニコ・ロズベルグ       | 140      |
|   | 2    | ルイス・ハミルトン     | 118      |
| 1 | 3    | ダニエル・リカルド     | 79       |
| 1 | 4    | フェルナンド・アロンソ | 69       |
| 1 | 5    | セバスチャン・ベッテル | 60       |

|  | 順位 | コンストラクター                | ポイント |
|  | ---- | ------------------------------- | -------- |
|  | 1    | メルセデス                      | 258      |
|  | 2    | レッドブル-ルノー               | 139      |
|  | 3    | フェラーリ                      | 87       |
|  | 4    | フォース・インディア-メルセデス | 77       |
|  | 5    | マクラーレン-メルセデス         | 66       |

- 注：ドライバー、コンストラクター共にトップ5のみ表示。